# Seznam dílů seriálu Fotbalový talent
Toto je seznam dílů seriálu Fotbalový talent. Americký dramatický televizní seriál Fotbalový talent je vysílán od 10. října 2018 na stanici The CW. Dosud bylo odvysíláno 71 dílů seriálu.

## Přehled řad
| Řada | Díly          | Premiéra v USA | Premiéra v USA    | Premiéra v ČR      | Premiéra v ČR  |
| Řada | Díly          | První díl      | Poslední díl      | První díl          | Poslední díl   |
| ---- | ------------- | -------------- | ----------------- | ------------------ | -------------- |
| 1    | 16            | 10. října 2018 | 20. března 2019   | 28. listopadu 2018 | 17. dubna 2019 |
| 2    | 16            | 7. října 2019  | 9. března 2020    | 8. ledna 2020      | 22. dubna 2020 |
| 3    | 19            | 18. ledna 2021 | 19. července 2021 | 22. května 2021    | 1. října 2021  |
| 4    | 20            | 25. října 2021 | 23. května 2022   | 23. února 2022     | bude oznámeno  |
| 5    | bude oznámeno | bude oznámeno  | bude oznámeno     | bude oznámeno      | bude oznámeno  |

## Seznam dílů

### První řada (2018–2019)
| Č. v seriálu | Č. v řadě | Původní název       | Režie                      | Scénář                                      | Premiéra v USA     | Premiéra v ČR      |
| ------------ | --------- | ------------------- | -------------------------- | ------------------------------------------- | ------------------ | ------------------ |
| 1            | 1         | Pilot               | Rob Hardy                  | April Blair                                 | 10. října 2018     | 28. listopadu 2018 |
| 2            | 2         | 99 Problems         | David McWhirter            | April Blair, Mike Herro a David Straus      | 17. října 2018     | 5. prosince 2018   |
| 3            | 3         | i                   | Rob Hardy                  | Nkechi O. Carroll                           | 24. října 2018     | 12. prosince 2018  |
| 4            | 4         | Lose Yourself       | Elodie Keen                | Johnny Norris                               | 7. listopadu 2018  | 19. prosince 2018  |
| 5            | 5         | All We Got          | Rose Troche                | Robert D. Doty a Lorna Osunsanmi            | 14. listopadu 2018 | 23. ledna 2019     |
| 6            | 6         | The Choice Is Yours | Benny Boom                 | Mike Herro, David Strauss a J. Stone Alston | 28. listopadu 2018 | 30. ledna 2019     |
| 7            | 7         | California Love     | Dawn Wilkinson             | Nkechi Carroll a Michael Bhim               | 5. prosince 2018   | 6. února 2019      |
| 8            | 8         | Homecoming          | Rob Hardy                  | April Blair                                 | 12. prosince 2018  | 13. února 2019     |
| 9            | 9         | Keep Ya Head Up     | Kevin Rodney Sullivan      | John A. Norris                              | 16. ledna 2019     | 20. února 2019     |
| 10           | 10        | m.A.A.d. city       | Darren Grant               | Natalie Abrams a Cam'ron Moore              | 23. ledna 2019     | 27. února 2019     |
| 11           | 11        | All Eyez on Me      | Michael Schultz            | J. Stone Alston a Robert D. Doty            | 30. ledna 2019     | 6. března 2019     |
| 12           | 12        | Back in the Day     | Liz Allen                  | Nkechi Okoro Carroll a Lorna Osunsanmi      | 6. února 2019      | 13. března 2019    |
| 13           | 13        | Legacy              | Salli Richardson-Whitfield | John A. Norris                              | 27. února 2019     | 20. března 2019    |
| 14           | 14        | Regulate            | Geoff Shotz                | Jameal Turner                               | 6. března 2019     | 27. března 2019    |
| 15           | 15        | Best Kept Secret    | Michael Schultz            | Mike Herro a David Strauss                  | 13. března 2019    | 3. dubna 2019      |
| 16           | 16        | Championships       | David McWhirter            | Nkechi Okoro Carroll a Michael Bhim         | 20. března 2019    | 17. dubna 2019     |

### Druhá řada (2019–2020)
| Č. v seriálu | Č. v řadě | Původní název            | Režie           | Scénář                                      | Premiéra v USA     | Premiéra v ČR   |
| ------------ | --------- | ------------------------ | --------------- | ------------------------------------------- | ------------------ | --------------- |
| 17           | 1         | Hussle & Motivate        | Rob Hardy       | Nkechi Okoro Carroll                        | 7. října 2019      | 8. ledna 2020   |
| 18           | 2         | Speak Ya Clout           | Michael Schultz | Mike Herro a David Strauss                  | 14. října 2019     | 15. ledna 2020  |
| 19           | 3         | Never No More            | Sheelin Choksey | Jameal Turner                               | 21. října 2019     | 22. ledna 2020  |
| 20           | 4         | They Reminisce Over You  | Gregg Simon     | John A. Norris                              | 28. října 2019     | 29. ledna 2020  |
| 21           | 5         | Bring the Pain           | David McWhirter | Robert D. Doty                              | 11. listopadu 2019 | 5. února 2020   |
| 22           | 6         | Hard Knock Life          | Kristin Windell | J. Stone Alston a Michael Bhim              | 18. listopadu 2019 | 12. února 2020  |
| 23           | 7         | Coming Home              | Benny Boom      | Nkechi Okoro Carroll a Lorna Osunsanmi      | 25. listopadu 2019 | 19. února 2020  |
| 24           | 8         | Life Goes On             | Avi Youbian     | John A. Norris a Laura Nava                 | 2. prosince 2019   | 26. února 2020  |
| 25           | 9         | One of Them Nights       | Erica Watson    | Jameal Turner a Cam'ron Moore               | 20. ledna 2020     | 4. března 2020  |
| 26           | 10        | Protect Ya Neck          | Dawn Wilkinson  | Mike Herro a David Strauss                  | 27. ledna 2020     | 11. března 2020 |
| 27           | 11        | Tha Crossroads           | Ryan Zaragoza   | Robert D. Doty a Lorna Osunsanmi            | 3. února 2020      | 18. března 2020 |
| 28           | 12        | Only Time Will Tell      | Kelli Williams  | John A. Norris                              | 10. února 2020     | 25. března 2020 |
| 29           | 13        | The Art of Peer Pressure | David McWhirter | Jameal Turner a Micah Cyrus                 | 17. února 2020     | 1. dubna 2020   |
| 30           | 14        | Who Shot Ya              | Nikhil Paniz    | Michael Bhim a Cam'ron Moore                | 24. února 2020     | 8. dubna 2020   |
| 31           | 15        | Stakes Is High           | David Crabtree  | Mike Herro, David Strauss a J. Stone Alston | 2. března 2020     | 15. dubna 2020  |
| 32           | 16        | Decisions                | Michael Schultz | Nkechi Okoro Carroll a Carrie Gutenberg     | 9. března 2020     | 22. dubna 2020  |

### Třetí řada (2021)
| Č. v seriálu | Č. v řadě | Původní název                       | Režie             | Scénář                             | Premiéra v USA    | Premiéra v ČR     |
| ------------ | --------- | ----------------------------------- | ----------------- | ---------------------------------- | ----------------- | ----------------- |
| 33           | 1         | Seasons Pass                        | Michael Schultz   | Nkechi Okoro Carroll               | 18. ledna 2021    | 22. května 2021   |
| 34           | 2         | How to Survive in South Central     | Michael Schultz   | Mike Herro a David Strauss         | 25. ledna 2021    | 29. května 2021   |
| 35           | 3         | High Expectations                   | Kristin Windell   | John A. Norris                     | 1. února 2021     | 5. června 2021    |
| 36           | 4         | My Mind's Playing Tricks on Me      | Kelli Williams    | Jameal Turner                      | 8. února 2021     | 12. června 2021   |
| 37           | 5         | How Come                            | Kelli Williams    | Robert D. Doty                     | 15. února 2021    | 19. června 2021   |
| 38           | 6         | Teenage Love                        | Nikhil Paniz      | Lorna Osunsanmi a Carrie Gutenberg | 22. února 2021    | 26. června 2021   |
| 39           | 7         | Roll the Dice                       | Dawn Wilkinson    | Mike Herro a David Strauss         | 1. března 2021    | 3. července 2021  |
| 40           | 8         | Canceled                            | Avi Youabian      | Jameal Turner a Cam'ron Moore      | 8. března 2021    | 10. července 2021 |
| 41           | 9         | Testify                             | Ryan Zargoza      | Robert D. Doty a Micah Cyrus       | 12. dubna 2021    | 17. července 2021 |
| 42           | 10        | Put Up or Shut Up                   | David McWhirter   | John A. Norris                     | 19. dubna 2021    | 24. července 2021 |
| 43           | 11        | The Bigger Picture                  | Crystle Roberson  | Nkechi Okoro Carroll a Micah Cyrus | 26. dubna 2021    | 6. srpna 2021     |
| 44           | 12        | Fight the Power                     | Christine Swanson | Lorna Osunsanmi                    | 17. května 2021   | 13. srpna 2021    |
| 45           | 13        | Bring the Noise                     | Avi Youabian      | Mike Herro a David Strauss         | 24. května 2021   | 20. srpna 2021    |
| 46           | 14        | Ready or Not                        | Nikhil Paniz      | Jameal Turner                      | 14. června 2021   | 27. srpna 2021    |
| 47           | 15        | After Hours                         | Kelli Williams    | Mike Herro a David Strauss         | 21. června 2021   | 3. září 2021      |
| 48           | 16        | No Opp Left Behind                  | David McWhirter   | Cam'ron Moore a Carrie Gutenberg   | 28. června 2021   | 10. září 2021     |
| 49           | 17        | All American: Homecoming            | Michael Schultz   | Nkechi Okoro Carroll               | 5. července 2021  | 17. září 2021     |
| 50           | 18        | Int'l Players Anthem (I Choose You) | Kristin Windell   | Robert D. Doty                     | 12. července 2021 | 24. září 2021     |
| 51           | 19        | Surviving the Times                 | Michael Schultz   | John A. Norris                     | 19. července 2021 | 1. října 2021     |

### Čtvrtá řada (2021–2022)
| Č. v seriálu | Č. v řadě | Původní název                               | Režie                       | Scénář                                  | Premiéra v USA     | Premiéra v ČR   |
| ------------ | --------- | ------------------------------------------- | --------------------------- | --------------------------------------- | ------------------ | --------------- |
| 52           | 1         | Survival of the Fittest                     | Michael Schultz             | Nkechi Okoro Carroll                    | 25. října 2021     | 23. února 2022  |
| 53           | 2         | I Ain't Goin' Out Like That                 | David McWhirter             | Mike Herro a David Strauss              | 1. listopadu 2021  | 2. března 2022  |
| 54           | 3         | All I Need                                  | Kelli Williams              | Robert D. Doty                          | 8. listopadu 2021  | 9. března 2022  |
| 55           | 4         | Bird in the Hand                            | Ryan Zaragoza               | John A. Norris                          | 15. listopadu 2021 | 16. března 2022 |
| 56           | 5         | Can It All Be So Simple                     | Charissa Sanjarernsuithikul | Jameal Turner                           | 22. listopadu 2021 | 23. března 2022 |
| 57           | 6         | Show Me a Good Time                         | Kristin Windell             | Adrian Dukes                            | 6. prosince 2021   | 30. března 2022 |
| 58           | 7         | Prom Night                                  | Ryan Zaragoza               | Micah Cyrus a Carrie Gutenberg          | 13. prosince 2021  | 6. dubna 2022   |
| 59           | 8         | Walk This Way                               | Nikhil Paniz                | Robert D. Doty a Obiageli Odimegwu      | 21. února 2022     | 13. dubna 2022  |
| 60           | 9         | Got Your Money                              | Dawn Wilkinson              | Mike Herro a David Strauss              | 28. února 2022     | 20. dubna 2022  |
| 61           | 10        | 6 'N the Mornin'                            | Christine Swanson           | John A. Norris                          | 7. března 2022     | 27. dubna 2022  |
| 62           | 11        | Liberation                                  | Avi Youabian                | Adrian Dukes                            | 14. března 2022    | 8. června 2022  |
| 63           | 12        | Babies and Fools                            | Daniel Ezra                 | Jameal Turner                           | 21. března 2022    | bude oznámeno   |
| 64           | 13        | Jump on It                                  | Benny Boom                  | Carrie Gutenberg                        | 28. března 2022    | bude oznámeno   |
| 65           | 14        | Changes                                     | Kelli Williams              | Micah Cyrus                             | 11. dubna 2022     | bude oznámeno   |
| 66           | 15        | C.R.E.A.M (Cash Rules Everything Around Me) | Michael Schultz             | Robert D. Doty                          | 18. dubna 2022     | bude oznámeno   |
| 67           | 16        | Labels                                      | James Lafferty              | Mike Herro a David Strauss              | 25. dubna 2022     | bude oznámeno   |
| 68           | 17        | Hate Me Now                                 | Sheelin Choksey             | Obiageli Odimegwu a Spencer Paysinger   | 2. května 2022     | bude oznámeno   |
| 69           | 18        | Came Back for You                           | Crystle Roberson            | Nkechi Okoro Carroll a Jennifer A. King | 9. května 2022     | bude oznámeno   |
| 70           | 19        | Murder Was the Case                         | Ryan Zaragoza               | John A. Norris                          | 16. května 2022    | bude oznámeno   |
| 71           | 20        | Champagne Glasses                           | David McWhirter             | Jameal Turner                           | 23. května 2022    | bude oznámeno   |

Dosud bylo odvysíláno 71 dílů seriálu.

### Pátá řada
Dne 22. března 2022 stanice The CW oznámila, že seriál Fotbalový talent získá pátou řadu.